# 슈마레슈케토플리체

슈마레프리옐샤흐의 위치

슈마레슈케토플리체(슬로베니아어: Šmarješke Toplice)는 슬로베니아의 도시로 면적은 34.2km2, 인구는 2,832명(2002년 기준), 인구 밀도는 82.8명/km2이다.